# Лес, Джим
Джеймс «Джим» Аллен Лес (англ. James (Jim) Allen Les; родился 18 августа 1963 года, Найлс, штат Иллинойс) — американский профессиональный баскетболист и тренер. В настоящее время тренирующий студенческую команду «УК Дэвис Аггис», выступающую в первом дивизионе NCAA.

## Карьера в НБА
Играл на позиции разыгрывающего защитника. На драфте 1986 года был выбран под 70-м номером командой «Атланта Хокс», однако, не сыграв за неё ни одного матча, позднее был обменян в клуб «Юта Джаз». Позже выступал за команды «Лос-Анджелес Клипперс», «Сакраменто Кингз» и «Атланта Хокс». Всего в НБА провёл 7 сезонов. В 1986 году стал лауреатом премии имени Фрэнсис Померой Нейсмит, а также признавался баскетболистом года среди студентов конференции Missouri Valley. Всего за карьеру в НБА сыграл 321 игру, в которых набрал 1210 очков (в среднем 3,8 за игру), сделал 396 подборов, 930 передач, 169 перехватов и 20 блок-шотов.

## Тренерская карьера
После завершения профессиональной карьеры игрока Джим Лес работал на должности ассистента главного тренера в «Омаха Рэйсерс» (1994) (КБА) и «Сакраменто Монархс» (1999—2001) (ВНБА). Затем на протяжении девяти лет работал главным тренером родной команды «Брэдли Брейвз» (2002—2011). 5 мая 2011 года устроился на должность главного тренера в студенческую команду «УК Дэвис Аггис», сменив Гэри Стюарта, в которой работает и в настоящее время.

## Статистика

### Статистика в НБА
| Сезон                                                                                    | Команда    | Регулярный сезон | Регулярный сезон | Регулярный сезон | Регулярный сезон | Регулярный сезон | Регулярный сезон | Регулярный сезон | Регулярный сезон | Регулярный сезон | Регулярный сезон | Регулярный сезон | Серия плей-офф | Серия плей-офф | Серия плей-офф | Серия плей-офф | Серия плей-офф | Серия плей-офф | Серия плей-офф | Серия плей-офф | Серия плей-офф | Серия плей-офф | Серия плей-офф |
| Сезон                                                                                    | Команда    | GP               | GS               | MPG              | FG%              | 3P%              | FT%              | RPG              | APG              | SPG              | BPG              | PPG              | GP             | GS             | MPG            | FG%            | 3P%            | FT%            | RPG            | APG            | SPG            | BPG            | PPG            |
| ---------------------------------------------------------------------------------------- | ---------- | ---------------- | ---------------- | ---------------- | ---------------- | ---------------- | ---------------- | ---------------- | ---------------- | ---------------- | ---------------- | ---------------- | -------------- | -------------- | -------------- | -------------- | -------------- | -------------- | -------------- | -------------- | -------------- | -------------- | -------------- |
| 1988/89                                                                                  | Юта        | 82               | 0                | 9,5              | 30,1             | 7,1              | 78,1             | 1,1              | 2,6              | 0,3              | 0,1              | 1,7              | 3              | 0              | 1,7            | 0,0            | 0,0            | 0,0            | 0,0            | 0,3            | 0,0            | 0,0            | 0,0            |
| 1989/90                                                                                  | Юта        | 1                | 0                | 6,0              | 0,0              | 0,0              | 50,0             | 0,0              | 1,0              | 0,0              | 0,0              | 2,0              | Не участвовал  | Не участвовал  | Не участвовал  | Не участвовал  | Не участвовал  | Не участвовал  | Не участвовал  | Не участвовал  | Не участвовал  | Не участвовал  | Не участвовал  |
| 1989/90                                                                                  | Клипперс   | 6                | 0                | 14,3             | 35,7             | 0,0              | 84,6             | 1,2              | 3,3              | 0,5              | 0,0              | 3,5              | Не участвовал  | Не участвовал  | Не участвовал  | Не участвовал  | Не участвовал  | Не участвовал  | Не участвовал  | Не участвовал  | Не участвовал  | Не участвовал  | Не участвовал  |
| 1990/91                                                                                  | Сакраменто | 55               | 8                | 25,4             | 44,4             | 46,1             | 83,5             | 2,0              | 5,4              | 1,0              | 0,1              | 7,2              | Не участвовал  | Не участвовал  | Не участвовал  | Не участвовал  | Не участвовал  | Не участвовал  | Не участвовал  | Не участвовал  | Не участвовал  | Не участвовал  | Не участвовал  |
| 1991/92                                                                                  | Сакраменто | 62               | 5                | 11,5             | 38,5             | 34,4             | 80,9             | 1,0              | 2,3              | 0,5              | 0,0              | 3,7              | Не участвовал  | Не участвовал  | Не участвовал  | Не участвовал  | Не участвовал  | Не участвовал  | Не участвовал  | Не участвовал  | Не участвовал  | Не участвовал  | Не участвовал  |
| 1992/93                                                                                  | Сакраменто | 73               | 0                | 12,1             | 42,5             | 42,9             | 84,0             | 1,2              | 2,3              | 0,5              | 0,1              | 4,5              | Не участвовал  | Не участвовал  | Не участвовал  | Не участвовал  | Не участвовал  | Не участвовал  | Не участвовал  | Не участвовал  | Не участвовал  | Не участвовал  | Не участвовал  |
| 1993/94                                                                                  | Сакраменто | 18               | 0                | 9,4              | 38,2             | 44,4             | 84,6             | 0,7              | 2,2              | 0,4              | 0,1              | 2,5              | Не участвовал  | Не участвовал  | Не участвовал  | Не участвовал  | Не участвовал  | Не участвовал  | Не участвовал  | Не участвовал  | Не участвовал  | Не участвовал  | Не участвовал  |
| 1994/95                                                                                  | Атланта    | 24               | 0                | 7,8              | 28,9             | 21,7             | 85,2             | 1,1              | 1,8              | 0,2              | 0,0              | 2,1              | Не участвовал  | Не участвовал  | Не участвовал  | Не участвовал  | Не участвовал  | Не участвовал  | Не участвовал  | Не участвовал  | Не участвовал  | Не участвовал  | Не участвовал  |
|                                                                                          | Всего      | 321              | 13               | 13,2             | 39,7             | 39,6             | 81,8             | 1,2              | 2,9              | 0,5              | 0,1              | 3,8              | 3              | 0              | 1,7            | 0,0            | 0,0            | 0,0            | 0,0            | 0,3            | 0,0            | 0,0            | 0,0            |
| Наведите курсор мыши на аббревиатуры в заголовке таблицы, чтобы прочесть их расшифровку. |            |                  |                  |                  |                  |                  |                  |                  |                  |                  |                  |                  |                |                |                |                |                |                |                |                |                |                |                |